# Which Wich?
A Which Wich Superior Sandwiches é uma rede americana de restaurantes de fast casual especializada em sanduíches e saladas. Sua sede fica no centro de Dallas, Texas. Em 2022, ela tinha 168 locais abertos em 27 estados dos Estados Unidos e no Distrito de Columbia, além de locais internacionais em Omã, Catar, Arábia Saudita e Reino Unido.

## História
Fundada pelo restaurateur Jeff Sinelli, CEO da Genghis Grill, em 2003, a Which Wich começou com um local no centro de Dallas. Começou a franquear em 2005.

## Negócio

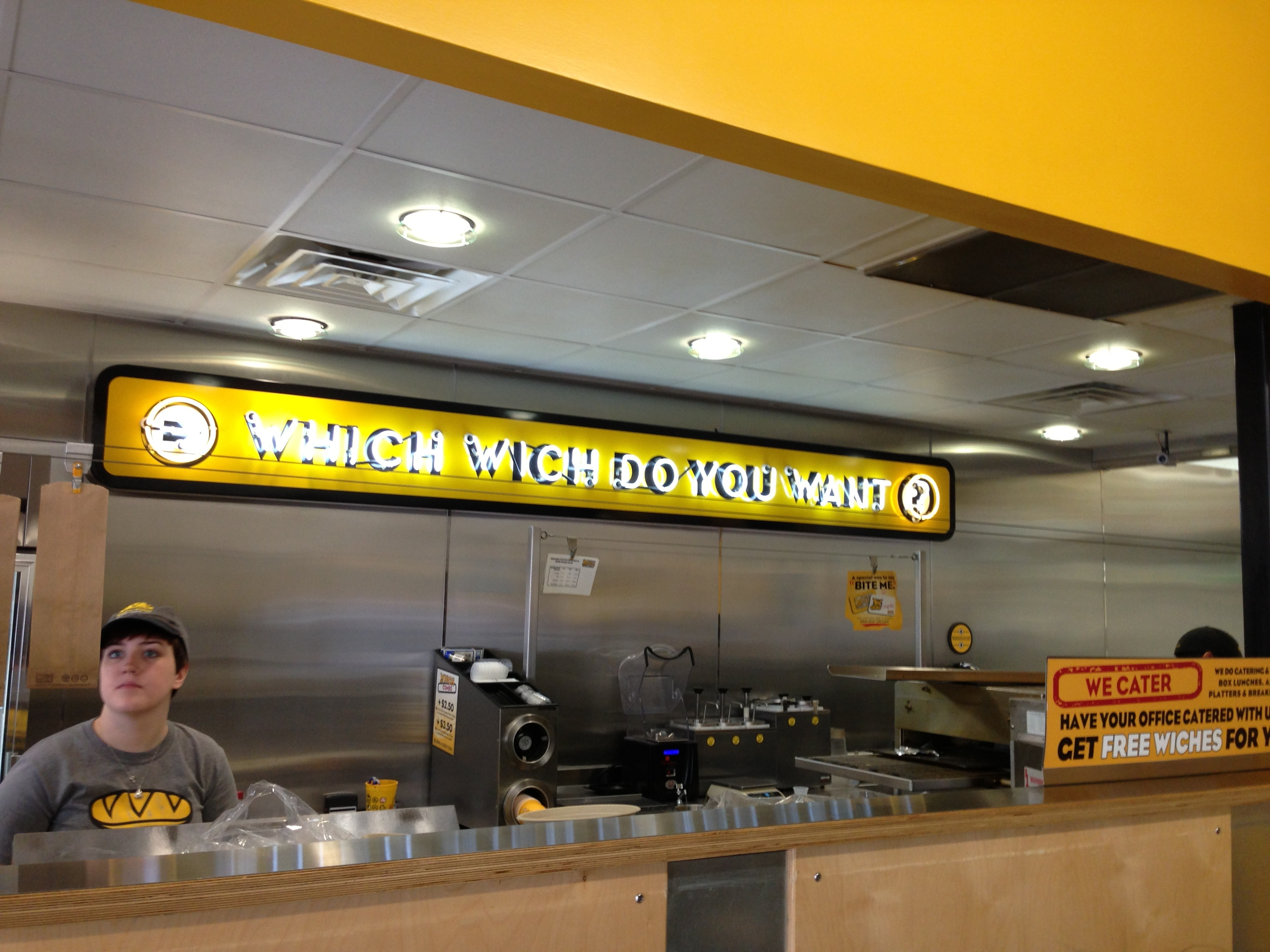
Restaurante Which Wich, Houston

O Which Wich é conhecido por seu sistema de pedidos, no qual os clientes usam marcadores Sharpie vermelhos para marcar menus pré-impressos em sacos de sanduíche. Eles selecionam um sanduíche entre 10 categorias e, em seguida, escolhem o pão, o queijo, as pastas e as coberturas. Há outras opções extras, como carne dupla, queijo duplo, bacon e abacate. Os cardápios têm uma grande variedade de opções que, além dos extras mencionados acima, são todos gratuitos. Os sanduíches são então preparados e entregues em sacolas personalizadas. Os clientes são incentivados a desenhar em suas sacolas e pendurar sua "obra de arte" na parede da comunidade.
A Which Wich vende sanduíches submarinos personalizáveis que chama de "Wiches". Há 10 categorias e 60 opções de cobertura. Os sanduíches vêm nos tamanhos regular (7 polegadas), grande (10,5 polegadas), super (14 polegadas), wraps de espinafre e sanduíches de alface.

## Crescimento
Em 2007, a rede foi classificada como o conceito de rede de restaurantes de crescimento mais rápido com 50 lojas em operação ou menos, abrindo nove locais durante um período de quatro meses no início do ano. Em 2009, a rede foi classificada como o sexto conceito de crescimento mais rápido no setor, de acordo com o site restaurantchains.net.
Em 2013, a rede abriu unidades na Cidade do México, Cidade do Panamá e Dubai. Em 2015, a rede abriu três unidades na Cidade da Guatemala. Desde então, elas foram fechadas.
Em 2018, a rede abriu sua primeira unidade no Reino Unido, com uma loja em Londres. Naquela época, havia uma expectativa de abertura de dez lojas adicionais em todo o Reino Unido até 2022 e de crescimento para um total de 100 até 2028.